# フェニックス大手
フェニックス大手 （フェニックスおおて） は、新潟県長岡市大手通にある2つの都市再開発地区をあわせた愛称。

## 概要
旧丸専デパート跡地を建設地として事業が行われた大手通中央西地区第一種市街地再開発事業によって建設された「フェニックス大手ウエスト」1棟と、旧イチムラと旧第四銀行長岡支店跡地を建設地として事業が行われた大手通中央東地区第一種市街地再開発事業によって建設された「フェニックス大手イースト」、「フェニックス大手セントラルレジデンス」、愛称無しの業務棟の3棟の、計4棟によって構成されている。このうちウエストは地上18階、高さ63 mで、長岡市内の建造物では最も高い。
ウエストとセントラルレジデンスの高層階はマンションとなっている。ウエストは「アーバンプレイス長岡」の名称で62戸を擁し、新潟市中央区に本社を置く不動産業「日生不動産」が分譲を行っている。セントラルレジデンスは同名称で14戸を擁し、分譲・賃貸を行っている。
各棟には長岡市役所の本庁機能や公共施設が置かれている。イーストには長岡市役所大手通庁舎の他、生涯学習を主体とした地域交流センター「まちなかキャンパス長岡」、新潟県中越地震の資料等を集積した災害や防災に関する啓発施設「長岡震災アーカイブセンター きおくみらい」が設けられた。大手通庁舎には、主に商業・観光に関する部署が置かれた。ウエストの2・3階には「子育ての駅ちびっこ広場」が設けられ、絵本など幼児向けの図書を主体に約1万冊の蔵書を擁する図書館「まちなか絵本館」が併設された。
こうした行政機能の集積は、空洞化が急速に進捗する中心市街地の活性化を目的として市が進めている取り組みの一環であり、2012年（平成24年）には近隣に市役所本庁舎を含むアオーレ長岡がオープンしている。

### 業務棟
業務棟の全フロアは、新潟県の地方銀行である第四北越銀行が長岡市周辺の地域拠点として、旧長岡支店に代わって開設した長岡営業部が入居した他、2階には同社グループの第四北越証券の支店が置かれた。その他3棟の低層階は、地元地権者などが経営する店舗を主なテナントとした商業フロアとなり、核店舗（キーテナント）は特に設けておらず、テナント向けの業務フロアもごく少ない。なお、第四北越銀行長岡営業部は合併に伴う店舗再編により移転対象店舗となり、2021年7月16日の営業終了をもって閉鎖・退去し、2021年7月19日に第四北越銀行長岡本店営業部（旧北越銀行本店）に移転した。

## 沿革
- 2003年（平成15年）8月 - 「大手通中央西地区市街地再開発協議会」設立[7]
- 2005年（平成17年）8月 - 「大手通中央西地区第一種市街地再開発事業」都市計画決定（高度利用地区）[7]
- 2006年（平成18年）
  - 3月 - 再開発準備組合設立[8]
  - 4月 - 「大手通中央西地区第一種市街地再開発事業（以下「西地区事業」）」施行認可（公告）[9]
  - 10月 - 「大手通中央東地区第一種市街地再開発事業（以下「東地区事業」）」都市計画決定（高度利用地区）[8]
- 2007年（平成19年）
  - 9月 - 西地区事業、日生不動産と保留床譲渡契約締結[9]
  - 10月 - 西地区事業、旧建物解体工事着手[7]
  - 12月 - 「大手通中央東地区第一種市街地再開発組合」設立認可[8]
- 2008年（平成20年）
  - 7月 - 東地区事業、権利変換計画認可[8]。西地区事業の1棟、東地区事業のうちA棟（住宅棟）・B棟（業務棟）の2棟着工
  - 12月25日 - 再開発ビル群の愛称が、一般公募により「フェニックス大手」に決定
- 2009年（平成21年）
  - 11月 - 東地区事業、A棟が竣工（愛称「フェニックス大手セントラルレジデンス」）
  - 12月 - 東地区事業、B棟が竣工（愛称無し）、12月7日に第四銀行長岡営業部、新潟証券長岡大手支店が開業。これに伴い12月6日をもって第四銀行長岡支店は閉店し、C棟建設のため解体
  - 12月 - 東地区事業のうちC棟・イーストスクエア（商業・公共公益棟）の1棟着工
- 2010年（平成22年）7月6日 - 西地区事業、西地区棟が竣工（愛称「フェニックス大手ウエスト」）[10]
- 2011年（平成23年）
  - 6月 - 東地区事業、C棟・イーストスクエアが竣工[8]（愛称「フェニックス大手イースト」、7月6日竣工式）
  - 8月 - 長岡市役所大手通庁舎がオープン[6]。
  - 10月 - 長岡震災アーカイブセンター きおくみらいがオープン[11]。
- 2021年（令和3年）
  - 7月 - B棟に入居している第四北越銀行長岡営業部が閉鎖、退去し、旧北越銀行の本店所在地で営業している長岡本店営業部に移転。
- 2023年（令和5年）
  - 7月 - B棟に入居している第四北越銀行長岡コンサルティングプラザと第四北越証券長岡大手支店が閉鎖・退去し、米百俵プレイス西館に移転し、B棟が完全に空き家になる。

## イーストスクエア
フェニックス大手イーストスクエアは、イーストと業務棟の間に設けられた階段状のオープンスペース。中央部の客席部分の両サイドには階段とエスカレーターが設置され、普段は上層フロアへのエントランスを兼ねている。
観客席の側面に設置された照明は天井の照明と連動して色の調整が可能でカラフルな照明の演出が可能である。
このイーストスクエアは長岡市が所有し、フェニックス大手イースト管理組合が運営管理を行っており、スペースを占有して使用する場合、各テナントの運営や住民の環境に支障がない催事であれば、営利・非営利を問わず有償で利用できる。
なお長岡駅東口側、国道17号・長岡東バイパスの中沢インターチェンジ周辺で、2005年（平成17年）から商業エリア「アクロスプラザ長岡」を中心に宅地等の整備が進められている「長岡駅東土地区画整理事業」の愛称は「長岡イーストスクエア」だが、当施設とは直接の関係は無い。

## フロア構成
|        | セントラルレジデンス （東地区A棟） 〔住宅棟〕 | 空き家 （東地区B棟） 〔業務棟〕 | イースト （東地区C棟） 〔商業・公共公益棟〕                          | ウエスト （西地区棟）                                 |
| ------ | --------------------------------------------- | ------------------------------- | -------------------------------------------------------------------- | ----------------------------------------------------- |
| 10-18F |                                               |                                 |                                                                      | マンション                                            |
| 9F     | マンション                                    |                                 |                                                                      | マンション                                            |
| 8F     | マンション                                    |                                 | 長岡市役所 大手通庁舎                                                | マンション                                            |
| 7F     | マンション                                    |                                 | 長岡市役所 大手通庁舎                                                | マンション                                            |
| 6F     | マンション                                    | 空き家                          | 長岡市役所 大手通庁舎                                                | マンション                                            |
| 5F     | マンション                                    | 空き家                          | 長岡市役所 大手通庁舎 まちなかキャンパス長岡                         | マンション                                            |
| 4F     | マンション                                    | 空き家                          | まちなかキャンパス長岡                                               | マンション                                            |
| 3F     | マンション                                    | 空き家                          | まちなかキャンパス長岡                                               | まちなか絵本館                                        |
| 2F     | 商業施設                                      | 空き家                          | 社団法人中越防災安全推進機構 長岡震災アーカイブセンター きおくみらい | ちびっこ広場                                          |
| 1F     | 商業施設                                      | 空き家                          | ダイニングカラオケ GRANPIA                                           | 丸専きもの 大手通本店 SMBCフレンド証券 長岡サテライト |
| B1F    |                                               | 駐車場                          | 駐車場                                                               | 駐車場                                                |
| B2F    |                                               |                                 | 駐車場                                                               |                                                       |